# Nyan Koi
Nyan Koi! (にゃんこい!, lit. Miado de Amor) é um mangá escrito e ilustrado por Sato Fujiwara e publicado pela editora Flex Comix na revista FlexComix Blood desde agosto de 2007. Foi adaptado para anime pelo estúdio AIC Build e estreou dia 01 de outubro de 2009, sendo exibido até dezembro do mesmo ano, contando com 12 episódios.

## Sinopse
A série acompanha a vida do azarado Junpei Kosaka, um estudante do segundo ano do ensino médio que é alérgico a gatos, e por isso os despreza. O problema é que sua mãe e sua irmã mais nova amam gatos, e, além disso, a garota por quem Jumpei está apaixonado, Kaede Mizuno, também adora felinos.
Um dia, enquanto voltava para casa, Jumpei chuta uma lata vazia na rua. Para seu azar, a lata quebra a estátua do Neko-Jizo-sama (deidade guardiã dos gatos). Agora, Jumpei consegue entender e se comunicar com os gatos (inclusive o gato de sua família própria, o mal-humorado Nyamsus), e se não realizar o desejo de 100 gatos, ele vai se transformar em um e morrer pela sua própria alergia.

## Personagens
Jumpei Kosaka
Dublador: Shintaro Asanuma
O protagonista da história, possuí uma alergia crônica a gatos. Ele vive com sua mãe e sua irmã, porém elas amam gatos (que não ajuda sua situação). Para complicar, ele acidentalmente destrói a estátua de uma divindade felina, e para compensar isso, ele deve usar sua capacidade recém-adquirida de se comunicar com os gatos para cumprir 100 pedidos de ajuda deles, sem deixar que outras pessoas saibam que ele é amaldiçoada ou ele será transformado em um. Ironicamente, todos em torno dele parece adorar gatos. Ele tem sentimentos por Kaede Mizuno, mas está começando a ter consciência sobre os sentimentos das meninas ao seu redor.
Kaede Mizuno
Dubladora: Yuka Iguchi
É a garota por quem Jumpei está apaixonado, porém, ela não tem conhecimento de tal (ela só começa a perceber os sentimentos de Jumpei em relação a ela no decorrer da história). Kaede é uma garota atlética, inteligente, bonita, ingênua e adora gatos (apesar de sua família ter quatro cães, e os gatos costumam evitá-la por causa do cheiro de cães empregnado na roupa dela). Kaede conheceu Junpei quando ela caiu em cima dele ao tentar resgatar um gatinho que estava em cima de uma árvore.
Kanako Sumiyoshi
Dubladora: Ryoko Shiraishi
Ela é uma das colegas de classe Junpei e é amiga de infância do mesmo. Durante o ensino fundamental, os dois se tornaram inimigos, devido a um mal-entendido onde Kanako pensou que Junpei estava dando seu presente para outra garota, enquanto na verdade ele estava apenas mostrando a ela. Devido a sua infelicidade de estar em desacordo com Junpei, ela assume a aparência de um Manba, mas volta a se vestir normalmente após o retorno a um acordo amigável com ele. Kanako é muitas vezes vista discutindo com Junpei e tem um temperamento curto. Ela tem um corpo bem-dotado, e não tem medo de ostentá-la, mas muitas vezes chama a atenção indesejada. Ela está apaixonada por Jumpei. Kanako tem um irmão mais novo que ela descobre que está namorando a irmã mais nova de Junpei.
Nagi Ichinose
Dubladora:Yu Kobayashi
É sênior na equipe de atletismo e herdeira de uma poderosa família da Yakuza de Kyoto. Apesar de ser uma mulher, ela começou a assumir um comportamento mais masculino depois de ter sido rejeitado por seu primeiro amor, que erradamente a confumdiu com um homem por causa de suas aparições infantis. No entanto, após Junpei confortá-la, ela se apaixonou por ele e parte para ações extremas para estar ao lado dele, como tentar passar para a sua classe, apesar de ter já o corrias. Ela sofre de astrafobia, o medo ter decorreu do fato de que ela estava traumatizada de ver seu avô sendo atingido por um raio em várias ocasiões na frente dela. Ela também assedia sexualmente Sumiyoshi (muitas vezes envolvendo agarrar seus seios). Ela tem uma condição rara em que ela fica bêbada apenas por beber refrigerantes. Ela tem um gato longhair masculina que fala (para Junpei) em Kansai-ben sotaque e usa uma capa pequena. Seu gato está "casada" com sua gata irmão mais velho.
Kotone Kirishima
Dubladora:Haruka Tomatsu
Ela é a irmã gêmea de Akari e a mais velha das duas. Ela, junto com sua irmã, são as filhas do monge budista no templo. Apesar de sua atitude gentil e doce para fora, ela está interessada em Junpei principalmente por causa de seus infortúnios, e pode ser considerado sádica, delirante, e uma perseguidora obsessiva. Ela também mostra ciúme se outra garota fica muito perto de Junpei. Resumindo, Kotone é uma yandere. Ela está consciente dos sentimentos de Kaede sobre Junpei.
Akari Kirishima
Dubladora: Haruka Tomatsu
Ela é a irmã gêmea de Kotone e a mais jovem das duas. Ela, junto com sua irmã, sabe que Junpei é amaldiçoado. Elas não se tornam amaldiçoadas como ele porque possuem inatas capacidades anti-magia, mas apenas para autoproteção. Sendo o oposto de Kotone, Akari é uma tsundere, e consegue perceber o sobrenatural. No anime, foi dito para Akari não socializar muito, mesmo em uma idade jovem, causando assim sua estranheza quando se trata de lidar com as pessoas. A razão para isso é devido a sua afinidade espiritual ser muito forte, e ela inconscientemente deve evitar se misturar com outras pessoas ao redor. Ela também é mostrado para ter potências mágicas (embora isto não é o caso na mangá). Akari é extremamente possessiva sobre Kotone, além de sua irmã gêmea, ela parece mostrar nenhum problema interagindo com Junpei (embora na maior parte para a sua percepção equivocada de que ele está se tornando muito perto de Kotone) como ela faz com a maioria das outras pessoas. Akari também começa a se apaixonar por Junpei, mas tenta escondê-los.
Chizuru Mochizuki
Dubladora: Rina Satō
Uma estudante universitária do terceiro ano que trabalha como carteira, quando ela não está assistindo a palestras. Ela tem um mau sentido de direção e frequentemente acaba se perdendo. Chizuru é um tanto perversa e provoca Jumpei constantemente. Ela parece ter o mesmo gosto de Junpei depois ele a ajuda a entregar cartas em um bairro que ela se perdeu. Junpei, eventualmente, leva-se um trabalho a tempo parcial nos correios durante o inverno e eles fazem entregas do correio juntos.
Nyamsus
Dublado por: Atsuko Tanaka
Uma gata grande, gorda, pertencente a família de Junpei, e aquela que traz a ele pedidos dos gatos que precisam de sua ajuda. Ela é bem conhecida e a maioria dos gatos em torno bairro de Junpei a vêm como uma figura de irmã mais velha. Ela revela (para si mesma) que ela é muito grata á Junpei desde que Junpei lhe deu um lar, indo tão longe a ponto de implorar na frente de sua mãe, enquanto chorava e ignorando suas alergias. Nyamsus cuida de Junpei, mas mostra isso sutilmente como quando ela reivindica a posse da sala de estar, de modo a evitar que Junpei de dormir nele e pegar um resfriado.
Tama
Dublado por: Jun Fukuyama
Um pequeno gato de propriedade do monge encarregado do templo cuja estátua foi quebrado por Junpei, e um conhecido de Nyamsus que também traz os pedidos a ele. Ele vai sobre o bairro e diz que os outros gatos em torno de cerca de Junpei, que é parte da razão pela qual os gatos locais sabem muito sobre ele.